# Eduardo Rodríguez (baseball, 1952)
Pour les articles homonymes, voir Eduardo Rodríguez (homonymie) et Rodríguez.
Eduardo Rodríguez Reyes (né le 6 mars 1952 à Barceloneta, Porto Rico et mort au même endroit le 6 mars 2009) est un ancien lanceur droitier de baseball. 
Il évolue dans la Ligue majeure de baseball pour les Brewers de Milwaukee de 1973 à 1978 et pour les Royals de Kansas City en 1979. 
Mis sous contrat en 1971 par Milwaukee, Eduardo Rodríguez dispute son premier match dans le baseball majeur le 20 juin 1973.  Au cours de sa carrière, il débute 39 parties comme lanceur partant et joue 225 matchs en tant que lanceur de relève. Au cours de ces 264 matchs, sa moyenne de points mérités en carrière se chiffre à 3,89. Il remporte 42 victoires contre 36 défaites, réalise 32 sauvetages comme releveur et, comme partant, lance 7 matchs complets dont un blanchissage. En 7 saisons, il enregistre 430 retraits sur des prises.
Eduardo Rodríguez a la particularité d'être l'un des 3 seuls joueurs de l'histoire des majeures (avec les lanceurs Scott Munninghoff des Phillies de Philadelphie de 1980 et Eric Cammack des Mets de New York de 2000) à avoir réussi un triple à son seul passage au bâton en carrière. Il le réussit le 3 septembre 1973 contre le lanceur Jerry Johnson, des Indians de Cleveland. Ayant lancé toute sa carrière en Ligue américaine, qui utilise la règle du frappeur désigné, Rodríguez n'obtenait donc pas de tour au bâton, mais dans ce match contre Cleveland, Milwaukee décida d'envoyer le frappeur désigné Bobby Mitchell jouer au champ gauche. Le règlement stipule que le lanceur doit alors prendre sa place dans l'alignement des frappeurs. Rodríguez est de plus l'un des 4 joueurs de l'histoire des majeures à avoir une moyenne de puissance de 3,000 en carrière : les trois autres sont les lanceurs Munninghoff et Cammack, ainsi que le receveur Charlie Lindstrom des White Sox de Chicago de 1958, qui a deux passages au bâton en carrière mais une seule présence officielle.
Eduardo Rodríguez meurt à Barcelonita, Porto Rico, le 6 mars 2009, jour son 57e anniversaire.